# Otto Kretschmer (Ingenieur)
Otto Kretschmer (* 28. März 1849 in Frankfurt an der Oder; † 6. Dezember 1916 in Kiel) war ein deutscher Ingenieur und Hochschullehrer.

## Leben
Otto Kretschmer war der Sohn eines Uhrmachers. Nach dem Besuch der Oberrealschule absolvierte er eine Gewerbeschule. Im Anschluss war er für die Dauer eines Jahres beim Werftbetrieb Reuter & Ihms in Kiel praktisch tätig. Danach studierte er von 1867 bis 1870 an der Berliner Gewerbeakademie. Während des Deutsch-Französischen Krieges diente Kretschmer als Einjährig-Freiwilliger bei der Werftdivision in Kiel. Nach dem Krieg arbeitete er bis 1875 für die Norddeutsche Schiffbau-Actiengesellschaft in Gaarden. Für die Hamburg-Amerika-Linie war er auf Saint Thomas tätig. 1876 legte Otto Kretschmer in Berlin sein Studienexamen ab. Danach trat er als Ingenieur-Aspirant bei der Marine ein und schied 1882 als Unteringenieur aus, um bei Fried. Krupp in Essen als Konstrukteur zu arbeiten, kehrte aber noch im selben Jahr zur Marine zurück. 1906 schied er als Geheimer Marinebaurat aus dem Reichs-Marineamt aus und wurde Professor an der Königlichen Technischen Hochschule zu Berlin, an der er schon seit 1897 als Dozent lehrte. 1913 legte er sein Lehramt nieder.
1916 übernahm er während des Ersten Weltkriegs die Stelle eines Betriebsdirektors auf der Reichswerft Kiel, starb aber noch im selben Jahr infolge eines Blutsturzes.
Otto Kretschmer trat 1897 dem Verein Deutscher Ingenieure (VDI) und dem Schleswig-Holsteinischen Bezirksverein des VDI bei. Später gehörte er dem Berliner Bezirksverein des VDI an. Daneben war er auch Mitglied der Schiffbautechnischen Gesellschaft.
Otto Kretschmer verfasste zahlreiche Aufsätze über Kriegsschiffe und war ein Verfechter der Tetraeder-Schiffsform. Zusammen mit dem Marineoffizier Karl Dick verfasste er das Handbuch der Seemannschaft.

## Werke (Auswahl)
- Die Deutsche Südpolarexpedition. Mittler & Sohn, 1900.
- Gefechtswerte von Kriegsschiffen. Grottke, 1904.
- Die Rettungsmittel auf hoher See. In: Natur, Band 3, 1912, S. 369 ff.
- Die materielle Vorbereitung für den Seekrieg. In: Technik des Kriegswesens, Teil VII, Teubner, 1913, S. 569–722.